# José María Pinilla Fábrega
José María Pinilla Fábrega (28 de noviembre de 1919 - 10 de agosto de 1979) fue un militar panameño y asumió el cargo de Presidente de la Junta Provisional de Gobierno, un órgano creado durante el golpe militar que derrocó al presidente Arnulfo Arias Madrid el 11 de octubre de 1968. José María Pinilla Fábrega asumió el cargo de presidente con el coronel Bolívar Urrutia Parrilla. Fue la única vez de la historia de Panamá que el país tuvo dos presidentes.
Durante su período, junto con el mayor Boris Martínez y el teniente coronel Omar Torrijos Herrera, gobernaron por decreto y se suspendieron los derechos ciudadanos so pretexto de restaurar la moralidad y el orden constitucional, llevando a cabo una censura contra quienes se oponían al gobierno provisional.
No obstante debido a diferencias de la cúpula militar, hubo un intento de golpe de Estado en diciembre de 1969 contra Omar Torrijos, quien estaba acaparando el poder de facto; sin embargo fracasó y Torrijos mando a Martínez al exilio y destituyó a Pinilla el 18 de diciembre reemplazándolo por Demetrio Basilio Lakas.